# La Mère Vertus
La Mère Vertus is een Belgisch bier van hoge gisting.
Het bier wordt gebrouwen in Brasserie Artisanale Millevertus te Breuvanne.
Het is een donkerblond bier, type tripel, met een alcoholpercentage van 9%. Een moutig, licht zoet bier met een hopbittere afdronk, gebrouwen met 5 moutsoorten en 5 hopsoorten.